# Джордж I
Джордж I (на английски: George I), роден Георг Лудвиг фон Хановер (на немски: Georg Ludwig von Hanover), е курфюрст на Хановер от 1698, крал на Великобритания и Ирландия от 1714 до смъртта си.

## Произход, наследство и брак
Джордж I е роден в Долна Саксония, днес част от Германия. Син е на херцог Ернст Август и София Хановерска. Наследява земите и титлата на Херцогство Брауншвайг-Люнебург.
На 21 ноември 1682 г. в Целе, Джордж се жени за братовчедка си София Доротея, единствена дъщеря и наследничка на херцог и княз Георг Вилхелм фон Брауншвайг-Люнебург. От 1691 г. Джордж I предпочита своята метреса Мелузина фон дер Шуленбург. Джордж и София Доротея се развеждат на 28 декември 1694 г.
Поредица войни разширяват земите му и през 1698 г. той става курфюрст на Брауншвайг-Люнебург (по-известно като Курфюрство Хановер по столицата Хановер).

## Управление
На 54-годишна възраст след смъртта на британската кралица Анна, Джордж се възкачва на английския трон като първи монарх от династията Хановер. Това става, защото въпреки че мнозина други претенденти имат по-близка кръвна връзка с покойната кралица, те са католици, а Законът за наследяване от 1701 г. (на английски: Act of Settlement) изрично забранява наследяването на британската корона от католици. В знак на несъгласие католическите якобити опитват да организират държавен преврат, в който да провъзгласят за крал доведения брат на Анна Джеймс Стюарт, но не успяват.
При царуването на Джордж I Великобритания започва своя преход към кабинетната система на управление, начело с премиер-министър (министър-председател). Към края на царуването на Джордж I сър Робърт Уолпоул се изявява де факто като първи премиер-министър на Великобритания.
Джордж I умира по време на посещение в родния си Хановер през 1727 г.

## Деца
От съпругата си София Доротея има две деца:
- Джордж II (* 30 октомври 1683, Хановер; † 25 октомври 1760, Лондон), крал на Великобритания, херцог на Брауншвайг-Люнебург, женен на 2 септември 1705 г. в замък Херенхаузен в Хановер за маркграфиня Вилхелмина Шарлота Каролина фон Бранденбург-Ансбах (* 1 март 1683; † 20 ноември 1737)
- София Доротея фон Брауншвайг-Люнебург (* 26 юни 1687, Хановер; † 28 юни 1757, Берлин), омъжена на 28 ноември 1706 г. в Берлин за пруския крал Фридрих Вилхелм I (* 14 август 1688; † 31 май 1740)

- София-Доротеа с Джордж II и София Доротея

От метресата си Мелузина фон дер Шуленбург има три дъщери:
- Анна Лудовика/Луиза София фон дер Шуленбург (* 11 януари 1692, Хелен; † 2 ноември 1773, Лондон), графиня на Дьолиц, омъжена на 31 декември 1707 г. в Харбург за Ернст Август Филип фон дем Бусше-Ипенбург (* 1681; † 20 септември 1761)
- Петронила Мелузина фон дер Шуленбург (* 1 февруари 1693; † 16 септември 1778), контеса на Уолсингем, омъжена на 14 май 1733 г. за Филип Дормер Станхопе, 4. еарл на Честърфийлд (* 22 септември 1694; † 24 март 1773)
- Маргарета Гертруд фон Оейнхаузен (* 9 април 1698, Хановер; † 8 април 1726, Манхайм), графиня на Оейнхаузен, омъжена на 30 септември 1721 г. в Лондон за граф Албрехт Волфганг фон Шаумбург-Липе-Бюкебург (* 27 април 1699; † 24 септември 1748)

- Мелузина фон дер Шуленбург